# 최광현
최광현(崔光賢, 1986년 4월 16일~)은 대한민국의 유도 선수이다. 2012년 하계 올림픽에 참가하여 8강에 진출했으며 아시아 유도 선수권 대회에서 두 번 금메달을 획득했다.